# Шаймурзино (Яльчикский район)
Шаймурзино (чув. Кармал) — деревня в Яльчикском районе Чувашии.

## География
Расположена на правом берегу реки Ерыкла (бассейн Булы) в 17 км к северо-западу от села Яльчики и в 14 км к юго-востоку от села Комсомольское. На противоположном берегу реки находится деревня Эмметево на автодороге Комсомольское (А151) — Яльчики — Буинск (Тат.).

## История
В 1780 году, при создании Симбирского наместничества, деревня Шаймурзина, крещеных чуваш и рядом находившаяся деревня Кокшанова, крещеных чуваш, из Симбирского уезда вошли в состав Буинский уезд.

## Население
| 2010 | 2012 |
| ---- | ---- |
| 209  | ↗219 |

### Национальный и гендерный состав
Согласно результатам переписи 2002 года, в национальной структуре населения чуваши составляли 100 % от общей численности в 108 чел., из них мужчин 56, женщин 52.

## Инфраструктура
Личное подсобное хозяйство.
Основа экономики — сельское хозяйство.